# 'Uday Saddam
ʿUday Ṣaddām Hussein, in arabo عدي صدام حسين‎?, ʿUday Ṣaddām Ḥusayn al-Tikrītī, o semplicemente ʿUday (Tikrit, 18 giugno 1964 – Mosul, 22 luglio 2003), è stato un politico, giornalista e militare iracheno.
Figlio maggiore dell'ex presidente iracheno Saddam Hussein e della sua prima moglie, Sajida Talfah, la quale era cugina di primo grado del padre, ʿUday Ṣaddām è stato considerato per diversi anni il più probabile candidato alla successione di Saddam Hussein. È stato direttore del quotidiano nazionale iracheno Babel (Babilonia), della televisione di Stato e del canale radiofonico giovanile Voce dell'Iraq, inoltre ha diretto il Comitato Olimpico Iracheno ed è stato membro del parlamento.

## Biografia
Nell'ottobre 1988, a un ricevimento in onore della moglie del presidente egiziano Hosni Mubarak, ʿUday percosse e accoltellò a morte uno dei servitori favoriti del padre, Kamel Hana Gegeo. Per punizione Saddam lo fece imprigionare per un breve tempo, facendolo sottoporre anche a torture. A seguito di un intervento personale da parte di Re Hussein I di Giordania, Saddam rilasciò ʿUday, esiliandolo in Svizzera, e lo nominò assistente dell'ambasciatore iracheno in quel paese, ma tempo dopo ne fu espulso. Il dittatore in seguito perdonò ʿUday, nominandolo dapprima capo del Comitato olimpico e successivamente ponendolo al vertice di una delle sue numerose organizzazioni di sicurezza.

### L'attentato del 1996
Il 12 dicembre 1996 ʿUday rimase ferito in un attentato a Baghdad. Mentre era alla guida nell'elegante quartiere di al Mansour, durante l'intensa sparatoria che avvenne tra gli assalitori e la sua scorta, fu raggiunto da otto proiettili. Uno di questi lo colpì alla colonna vertebrale rendendolo quasi del tutto paralizzato agli arti inferiori.
A seguito di tale tentativo di assassinio e della conseguente disabilità di ʿUday, Saddam diede maggiori poteri al fratello minore Quṣayy, nominandolo suo erede nel 2000.

### Accuse a 'Uday
Un reportage della ABC del 20 marzo 2003 mosse diverse accuse, tuttavia non provate, contro Uday. Ad esempio:
- ʿUday avrebbe commesso decine di omicidi e ne avrebbe commissionati centinaia. Alcune delle vittime furono gettate dentro macchinari per la lavorazione del legname o in vasche piene di acido.
- Come capo del comitato olimpico ʿUday avrebbe fatto imprigionare e torturare gli atleti che ne avrebbero deluso le aspettative.[4]
- Latif Yahya, che aveva servito dal 1988 al 1992 come sosia di 'Uday e in seguito fuggì in Occidente, intervistato sulla rete americana CBS disse: "'Uday, è un sadico pazzo che spesso tortura le sue guardie del corpo con una lama elettrica, senza motivo, per pura crudeltà. Io sono scappato da Baghdad il giorno in cui Uday, ubriaco, mi ha sparato e ferito ad una spalla". Sempre secondo la stessa fonte, 'Uday fece rapire e violentò numerose donne, talvolta minacciando di morte i loro familiari. Tra costoro figura anche una ballerina russa in visita in Iraq. Alcune delle giovani ed attraenti donne irachene che ʿUday avrebbe fatto rapire furono in seguito ritrovate morte annegate nel Tigri.[5]
- Un ex membro del ministero degli Esteri francese ha sostenuto che ʿUday e le sue guardie del corpo avrebbero fatto irruzione nella stanza d'albergo di una coppia francese, costringendola sotto la minaccia delle armi ad esibirsi in rapporti sessuali che vennero videoregistrati in modo che ʿUday potesse rivederli.
- ʿUday avrebbe rubato o comperato 1200 automobili e moltissimi altri beni di lusso usando fondi pubblici. Si narra che ʿUday si presentò ad un seggio elettorale, durante un referendum sul regime del padre, a bordo di una Rolls-Royce rosa.

Dopo la prima guerra del Golfo un corrispondente del New York Times verificò che uno degli strumenti di tortura nello scantinato della sede del Comitato olimpico era la cosiddetta "vergine di Norimberga". Si è eccepito sulla veridicità del reportage della ABC, e si è sostenuto che esso fosse uno dei non rari falsi giornalistici, gonfiati ad arte per colpire l'opinione pubblica statunitense al fine di screditare ulteriormente la figura di ʿUday e di demonizzare Saddam e i membri del clan al-Tikriti.

### La morte

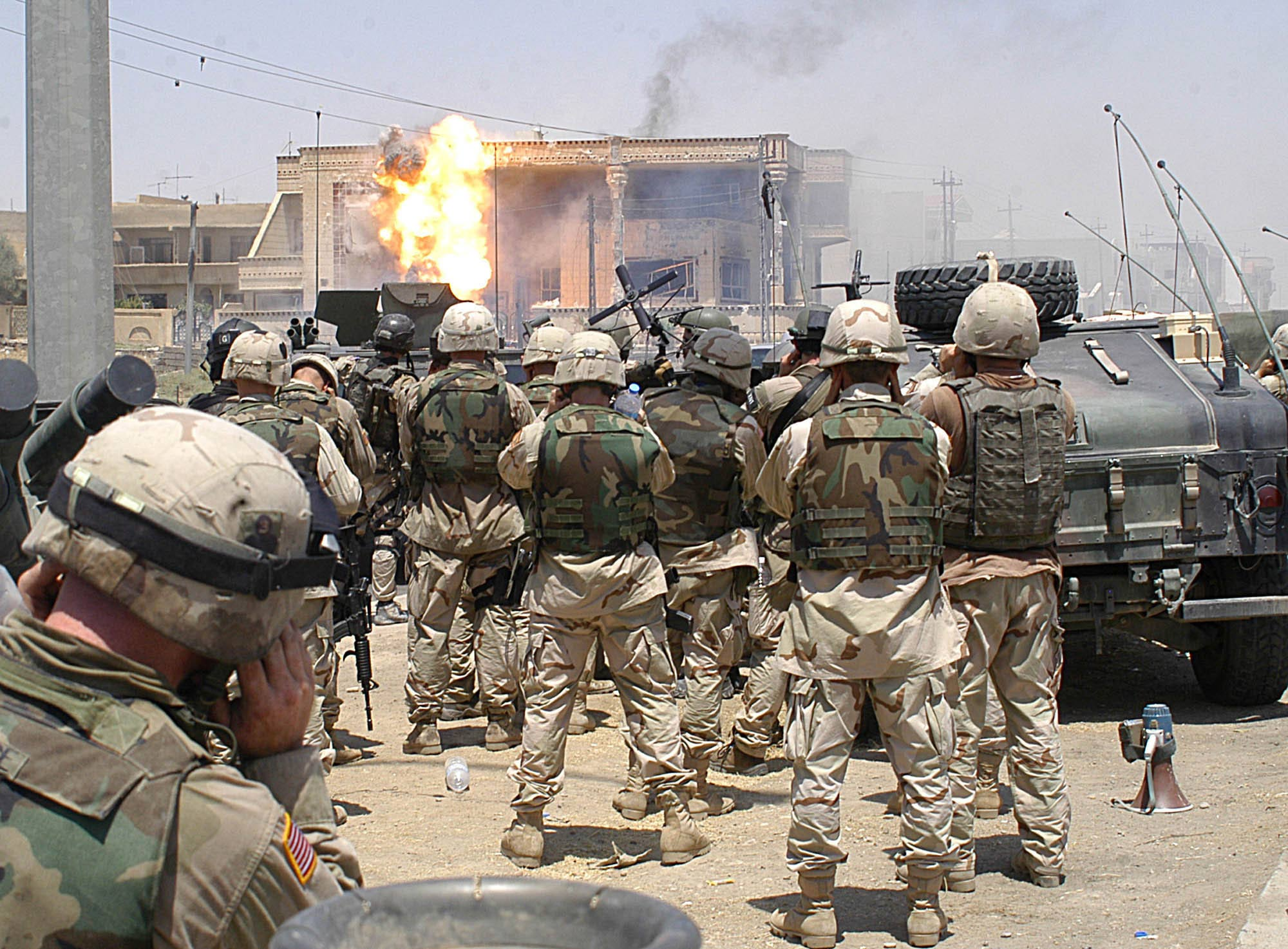
Il 22 luglio 2003, forze della 101ª Divisione Aviotrasportata e della Delta Force attaccano il posto dove avevano trovato rifugio i due fratelli.

Il 17 marzo 2003 il Presidente degli Stati Uniti George W. Bush dette a Saddam e ai suoi due figli un ultimatum di 48 ore per lasciare l'Iraq o affrontare la guerra. ʿUday rispose sarcasticamente invitando Bush e la sua famiglia a lasciare gli Stati Uniti. Il 22 luglio 2003 i paracadutisti americani della 101ª Divisione Aviotrasportata, grazie ad una "soffiata" e appoggiati dalla Delta Force della Task Force 20, uccisero ʿUday, il fratello minore Quṣayy e il figlio quattordicenne di quest'ultimo, durante un'incursione in una casa nella città settentrionale di Mosul.
Secondo alcune fonti giornalistiche (tra cui la BBC e il New York Times), molti degli abitanti di Baghdad celebrarono la morte dei fratelli con raffiche di colpi in aria, mentre un corrispondente di Al-Jazeera definì la scomparsa dei fratelli un "crimine" eseguito a "sangue freddo". Il 23 luglio 2003 il comando statunitense disse che due dei morti erano stati definitivamente identificati come i figli di Saddam Hussein grazie ai calchi dentari. Venne inoltre annunciato che l'informatore, forse il proprietario della casa, avrebbe ricevuto i 30 milioni di dollari messi come taglia sulla coppia. Il 24 luglio 2003 vennero pubblicate le foto dei cadaveri dei due fratelli. La pubblicazione delle foto diede adito a polemiche.
‘Uday è stato sepolto in un cimitero della zona di Tikrit, accanto a Quṣayy e Muṣṭafā, figlio di Quṣayy: lo stesso posto dove riposavano anche le spoglie di Saddam Hussein prima che il mausoleo venisse distrutto nel 2015 durante la guerra civile irachena. ʿUday era l'asso di cuori nel famoso mazzo di carte dei ricercati del regime di Saddam.

## Filmografia
- Casa Saddam (2008)
- The Devil's Double (2011), tratto dall'omonimo libro autobiografico di Latif Yahia.